# Famille de Villaret
La famille de Villaret est une famille éteinte de la noblesse française, d'extraction médiévale, originaire du Gévaudan, puis établie dans le Rouergue et enfin dans le Quercy. Cette famille s'est éteinte en ligne masculine en 1931.[réf. nécessaire]

## Histoire
Les premiers Villaret étaient seigneurs d'Allenc, en Lozère, où se trouve le château de Villaret. Deux Villaret furent au Moyen Âge grands maîtres de l'ordre de Saint-Jean de Jérusalem. Cette famille s'est éteinte au XXe siècle avec deux frères généraux, dont le second, mort en 1931, a laissé trois filles mariées avec postérité.

## Personnalités
- Guillaume de Villaret (? - 1307), élu en 1300 24e grand maître des Hospitaliers de Saint-Jean de Jérusalem ;
- Foulques de Villaret (? - 1329), élu en 1307 25e grand maître des Hospitaliers de Saint-Jean de Jérusalem, en succession de son oncle Guillaume de Villaret ;
- Antoine de Villaret (1852-1926), général de brigade de la Première Guerre mondiale, frère aîné du suivant ;
- Étienne de Villaret (1854-1931), général de division de la Première Guerre mondiale[1], dernier représentant masculin de la famille.

## Châteaux et demeures
- Château de Villaret

## Alliances
de Durand